# گری دینین
گری دینین (انگلیسی: Gary Dineen; ۲۴ دسامبر ۱۹۴۳ – ۱ آوریل ۲۰۰۶) بازیکن هاکی روی یخ اهل کانادا بود.